# 蒙特卡洛乡村俱乐部
蒙特卡洛乡村俱乐部（Monte Carlo Country Club (MCCC)）是位于法国普罗旺斯-阿尔卑斯-蓝色海岸大区阿尔卑斯省罗克布吕讷-卡普马丹镇的一个网球俱乐部。它是ATP巡回赛蒙特卡洛大师赛的所在地。它也是蒙特卡洛网球学院（Monte Carlo Tennis Academy）的基地。
尽管俱乐部的名字中带有蒙特卡洛，但它并不位于蒙特卡洛，甚至不在摩纳哥，而只是在摩纳哥东北边境外150米的地方。